# آنکه
روستای آنکه، روستایی است در دهستان خانکوک از توابع بخش مرکزی شهرستان فردوس 